# Wolfgang Anzengruber

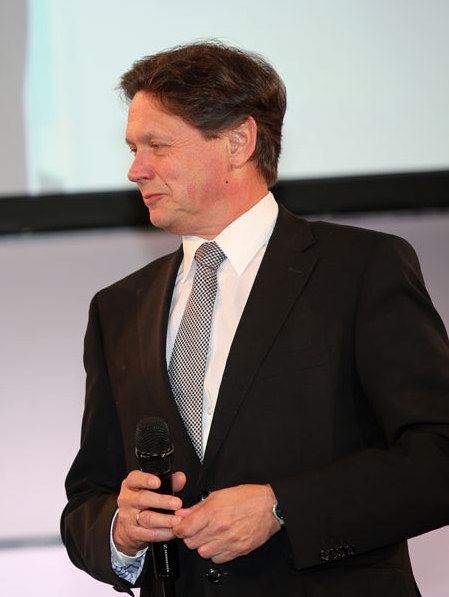
Wolfgang Anzengruber (2015)

Wolfgang Anzengruber (* 5. September 1956 in Steyr, Oberösterreich) ist ein österreichischer Manager. Von 2009 bis Ende 2020 war er Vorstandsvorsitzender der Verbund AG. Aktuell ist er Koordinator für die Unterstützung Österreichs im Wiederaufbau in der Ukraine.

## Leben
Anzengruber besuchte die HTL Steyr, Fachrichtung Maschinenbau, Motoren- und Kfz-Bau, wo er 1976 maturierte. Danach begann er das Studium der Wirtschaftsingenieurwesens - Maschinenbau an der TU Wien, welches er 1982 mit dem akademischen Grad Diplomingenieur abschloss.
Danach war er in verschiedenen Managementfunktionen bei der Simmering-Graz-Pauker SGP in den Bereichen Umwelttechnik und Verkehrstechnik tätig. Von 1988 bis 1990 war er Geschäftsführer der SYSTEC Industrieautomation GmbH. 1990 wechselte er zu ABB Industrie GmbH und bekleidete die Funktion eines Geschäftsführers. Von 1993 bis 1999 war er Geschäftsführer der Asea Brown Boveri ABB Industrie & Gebäudesysteme GmbH und Mitglied der Geschäftsleitung von ABB Österreich. Von 1999 bis 2003 führte er in der Funktion als Vorstand der Salzburger Stadtwerke Aktiengesellschaft deren Fusionierung mit der Landesgesellschaft SAFE durch und wurde im Jahre 2000 zum Vorstand der neu geschaffenen Salzburg AG für den Bereich Energie, Verkehr und Telekommunikation bestellt. Von September 2003 bis November 2008 war Anzengruber Vorstandsvorsitzender der Palfinger Gruppe. Im Mai 2007 wurde ihm der Wiener Börse-Preis 08 für kleine und mittelgroße Unternehmen für die erfolgreiche Tätigkeit bei Palfinger verliehen. Am 17. Juni 2008 bestellte der Aufsichtsrat der börsennotierten Verbund AG Anzengruber einstimmig mit Wirkung ab 1. Jänner 2009 zum Vorstandsvorsitzenden.
In der Funktionsperiode 2018 bis 2023 ist er Mitglied des Universitätsrates der Universität Salzburg.
Im März 2020 beschloss der Aufsichtsrat die Nachfolge durch Michael Strugl Anfang 2021 als Vorstandsvorsitzender der Verbund AG nachfolgen soll.
Nach seiner Pensionierung wurde Anzengruber im April 2025 mit der Koordination für den Wiederaufbau in der Ukraine durch die Bundesregierung als Verbindung zur österreichischen Wirtschaft betraut.
Anzengruber lebt in Wien und in Salzburg-Aigen.
Er ist mit Susanne Anzengruber verheiratet und Vater von drei Töchtern.

## Trivia
Weiters gilt er als leidenschaftlicher Kaffeehausbesucher. Anzengruber ist Mitglied der K.Ö.St.V. Lamberg Steyr und seit 2009 auch der K.ö.St.V. Almgau Salzburg im MKV und der K.Ö.H.V. Rupertina sowie K.Ö.St.V. Aargau im ÖCV.